# Simões Filho
Simões Filho is een gemeente in de Braziliaanse deelstaat Bahia. De gemeente telt 136.050 inwoners (schatting 2017).

## Aangrenzende gemeenten
De gemeente grenst aan Camaçari, Candeias, Dias d'Ávila, Lauro de Freitas en Salvador.

## Geboren
- Danilo Barbosa da Silva (1996), voetballer